# 大廣
株式会社 大广（だいこう、Daiko Advertising Inc.）是一家广告代理公司，总部设于日本，在中国北京、上海、广州、香港均设有分公司。营业额约1400亿日元，位于日本国内第四位，是博报堂DY控股集团的一员。

## 概要
1944年，由京华社（创立1895年）、金水堂（创于1893年）等14家公司进行整合，设立近畿广告公司。1960年1月，近畿广告公司更名为株式会社大广，沿用至今。现在公司采用东京总部与大阪总部的双总部制，全国有6家事务所和国内外24家联合公司以电视、广播、报纸、杂志的4类主流媒体为主的户外、交通、数码传播领域上的所有与媒体有关的广告策划、执行，创作、销售推广、市场营销、公关、商业领域开发，国内外的各种活动企划与运作，直销领域内的咨询顾问业务等。
1985年，设立北京联络事务所，在香港设立Daiko Communications Asia Co., Ltd. ；在北京设立大广太平洋国际广告有限公司。
1997年，在上海设立上海大广贸促广告有限公司，同年在广州设立上海大广贸促广告有限公司分公司。
1998年，设立越南联络事务所力。
2000年，与Interpublic Group及其控股公司组建Lowe & Partners worldwide ,并且进行业务合作。
2002年12月，与博报堂、读卖广告就关于设立共同持股公司的整合经营的基本构想达成共识。
2003年10月，设立博报堂DY控股集团。
2003年12月，分拆3家公司各自所属的媒介部，组建=博报堂DY媒体伙伴。该公司作为品牌代理公司。
2015年4月，将中国3家子公司（5个办事处）再编，成立大广中国广告有限公司。

## 代表广告
- キリンビール「氷結」
- 任天堂「どうぶつの森」
- 江崎古力果「バンホーテン」「牧場しぼり」
- タカノフーズ「おかめ納豆」
- TEIJIN「だけじゃない!テイジン」
- KINCHO「コンバット」
- PANASONIC「ビエラ」
- 丘比「キユーピーハーフ」
- 大東建託「いい部屋ネット」
- ノーベル製菓「はちみつきんかんのど飴」
- 积水房屋「シャーメゾン」
- 積和不動産「MAST」
- 三得利「セサミンEプラス」
- 三得利「ほろよい」
- 札幌啤酒「黒ラベル」
- 可果美「毎日飲む野菜」